# 火地群岛淘金潮
自1883至1906年间，南美洲的火地群岛迎来了一次淘金潮，它促进了群岛上最初的城镇形成和陆上城市蓬塔阿雷纳斯的经济成长。淘金潮退去以后，大多数淘金者离开了火地群岛，前往巴塔哥尼亚牧羊，还有些人转向渔业。当地的原住民——瑟爾科南人在这次淘金潮中人数骤减。

## 最初的发现
1879年，智利海军在一次考察中于火地群岛西部的河道发现了黄金。然而，真正的淘金潮在1884年才开始。在那一年，法国的蒸汽船“北极号”（法語：Arctique）在维基尼角搁浅，救援队在Zanja a Pique一带发现黄金。蓬塔阿雷纳斯的人们闻讯纷纷赶到此地，并把这一消息传到了布宜诺斯艾利斯。

## 朱利奥·波普尔的考察与淘金潮的发展
在人们发现黄金后，布宜诺斯艾利斯的媒体把这次淘金潮和澳洲以及加利福尼亚的淘金潮作比较，城市里也成立了许多掘金公司。一名叫朱利奥·波普尔的工程师和其中一家公司签订了合同，之后从布宜诺斯艾利斯的克罗地亚移民中招募同行者，一同前往圣塞巴斯蒂安湾开采黄金。在大火地岛的南岸，人们建立了另一个采金营地。
淘金潮迅速地席卷比格尔海峡，吸引了大批克罗地亚人定居火地群岛，该群岛至1893年有超过千人入住。但次年开始，淘金热逐渐消退，金库逐渐枯竭。20世纪最初几年成立的旨在从比格尔海峡以南群岛掘金的大量公司，生意都变得惨淡。

## 后续影响
朱利奥·波普尔在火地群岛淘金期间卷入了屠杀瑟爾科南人的事件。外来人士不断遭到举报强抢土著妇女，其中包括掘金者、牧羊人，甚至据声称还有警察。这一事件甚至导致了当地火地人部落的性别失衡。捕捉和支配妇女的行径加深了族群对立，男性间交易女性，甚至在波韦尼尔的五座建筑中，除了两间酒馆就只有三间妓院。
曾经参与淘金的克罗地亚人部分回到了达尔马提亚，部分返回布宜诺斯艾利斯，余下的留在蓬塔阿雷纳斯。这次淘金热，使人们了解了比格尔海峡以南的岛屿，并将其和蓬塔阿雷纳斯联系起来。至于被人们追捧的黄金，因为在开采过后就基本都被运走，所以并未对开采当地的经济起到太多贡献作用，反倒是刺激了位于美洲大陆上的蓬塔阿雷纳斯的发展。